# Чабан Роман Дмитрович
Роман Дмитрович Чабан (нар. 3 листопада 1962, с. Джурів, Снятинський район Івано-Франківська область, Українська Радянська Соціалістична Республіка) — геолог, вчитель, краєзнавець, консультант, є одним з авторів книги з географії для 7 класу .
Роман народився 3 листопада 1962 року в селі джурів.
Навчався в джурівській школі, а після школи став здобувати освіту вчителя у Чернівецькому національному університеті. Тепер в рідному селі навчає дітей географію, природознавство та образотворче мистецтво.
 Вікісховище має мультимедійні дані за темою: Чабан Роман Дмитрович
- Джурів
- Географія

1. ↑  https://shkola.obozrevatel.com/ukr/books/7klass/geografija/giletskij-2015/